# Colla opalifera
Colla opalifera är en fjärilsart som beskrevs av Paul Dognin 1911. Colla opalifera ingår i släktet Colla och familjen silkesspinnare. Inga underarter finns listade i Catalogue of Life.